# Basma Khalfaoui
Basma Khalfaoui (arabe : باسما خالفاوى), née le 20 août 1970 au Kef, est une avocate, militante et féministe tunisienne de longue date, qui a acquis une forte notoriété après l'assassinat de son mari Chokri Belaïd en 2013, grâce à son combat pour obtenir la vérité sur cet assassinat et en poursuivant les engagements de son époux.

## Biographie
Basma Khalfaoui naît en 1970 au Kef, ville située au nord-ouest de la Tunisie, à 175 kilomètres à l'ouest de Tunis. Elle est l'une des six enfants d'un père mort jeune et d'une mère sans instruction, qui élève seule sa famille avec des moyens modestes. Après avoir terminé ses études au lycée de la rue du Pacha à Tunis, elle étudie le droit à l'université. Elle devient militante à l'Union générale des étudiants de Tunisie et rejoint l'Association tunisienne des femmes démocrates en 1995,.
À l'université, elle rencontre Chokri Belaïd en 1999, avec qui elle se rend à Paris pour des études de troisième cycle. Le couple se marie à Paris en 2002 avant de retourner en Tunisie et d'y commencer leur carrière d'avocat. Elle pratique le droit civil et le droit des biens. Deux filles, Nayrouz et Nada, sont issues de son mariage avec Chokri Belaïd.
Après la révolution tunisienne de 2011, Chokri Belaïd, dirigeant du Parti unifié des patriotes démocrates, appelé encore Watad, acquiert rapidement une notoriété significative, par son engagement dans cette révolution puis contre le gouvernement dominé par les islamistes du parti Ennahdha. Le 6 février 2013, il est assassiné devant leur domicile,,. 
Identifier les assassins et commanditaires, et obtenir toute la vérité deviennent les principaux objectifs de Basma Khalfaoui à partir de cette date,,. Elle décide également de poursuivre son engagement et celui de son mari au sein du Watad : « J'espère avoir suffisamment de vigueur pour poursuivre l'œuvre de Chokri. Je continuerai de me battre pour que les forces démocratiques et progressistes s'unissent. Je ne ménagerai pas ma peine pour défendre ce pays qui m'est cher », déclare-t-elle,. Elle refuse toutefois de se présenter aux élections législatives de 2014.
En 2018, son bureau est cambriolé et les documents relatifs à l'assassinat de son mari sont endommagés ou disparaissent. En octobre de la même année, elle demande publiquement la dissolution du parti Ennahdha, qu'elle accuse de trafic d'armes en Tunisie. Le 21 avril 2019, elle annonce son intention de se présenter aux élections législatives d'octobre 2019 : « Je ne suis pas nouvelle en politique puisque je faisais déjà partie d'Al Watad. Cela dit, ma participation aux prochaines élections est devenue une nécessité », précise-t-elle. Elle est placée en tête de la liste électorale de l'Union sociale-démocrate dans la première circonscription de Tunis, où Rached Ghannouchi se présente également mais n'est pas élue. Ghannouchi, 78 ans, leader historique du parti islamo-conservateur Ennahdha depuis 24 ans, et candidat pour la première fois aux législatives, est en revanche élu et obtient par la suite le perchoir au sein de l'Assemblée des représentants du peuple.